# Simon Donnelly
Simon Thomas Donnelly (Glasgow, 1974. december 1. –) skót válogatott labdarúgó, edző. Pályafutása során angol és skót klubokban fordult meg.
A Skót labdarúgó-válogatott tagjaként részt vett az 1998-as labdarúgó-világbajnokságon.

## Sikerei, díjai
- Celtic FC
  - Skót bajnok: 1997-98
  - Skót kupa: 1994-95
  - Skót ligakupa: 1997-98